# Alex Band

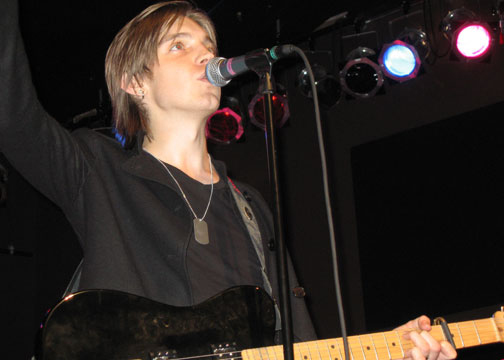
Alex Band

Alex Max Band (ur. 8 czerwca 1981 w Los Angeles) – amerykański muzyk, wokalista i założyciel zespołu The Calling.
Ze swoim zespołem wydał 2 albumy, Camino Palmero (2001) oraz Two (2004). Kiedy w 2005 The Calling rozpadł się, Band oświadczył, że powróci na scenę i wyda swój solowy album. Zapowiedział premierę na październik 2007. Album We’ve All Been There został jednak wydany dopiero w 2010.